# Джейн Тінн
Джейн Тінн — відома британська письменниця, журналістка, диктор, член мовленнєвого комітету Спілки авторів (англ. Society of Authors) одружена з Філіпом Керром, має трьох дітей: Вільяма, Чарлі та Наомі. Живе в Лондоні.

## Життєпис
Народилася у Венесуелі 5 квітня 1961 року. Дитинство минуло в Лондоні. Навчалася в школі Леді Елінор Холлс
з 1967 по 1979, рік пропрацювала в театрі Old Vic, після чого вступила до коледжу Святої Анни в Оксфорді на факультет англійської літератури(1980—1983) .
Після цього працювала в BBC. Згодом переїхала на Фліт-стріт, стала працювати в газетах The Sunday Times, The Daily Telegraph та The Independent

## Твори
- «Вотчина»\ «Patrimony» (1997)
- «Панцирний будинок»\ «The Shell House» (1999)
- «Зважування серця»\ «The Weighing of The Heart» (2010)
- «Чорні троянди»\ «Black Roses» (24 жовтня 2013)
- «Зимовий сад»\"The Winter Garden" (14 лютого 2014)